# Joyce King
Joyce Alice King-Merrett, avstralska atletinja, * 1. september 1920, Sydney, Avstralija, † 10. junij 2001, Sydney.
Nastopila je na olimpijskih igrah leta 1948, kjer je osvojila srebrno medaljo v štafeti 4x100 m, v teku na 200 m se je uvrstila v polfinale, v teku na 100 m pa je izpadla v prvem krogu. Leta 1948 je postala avstralska državna prvakinja v tekih na 100 in 200 jardov.